# Diadegma insectator
Diadegma insectator là một loài tò vò trong họ Ichneumonidae.